# Phytomyza sitchensis
Phytomyza sitchensis är en tvåvingeart som beskrevs av Griffiths 1973. Phytomyza sitchensis ingår i släktet Phytomyza och familjen minerarflugor. Arten har ej påträffats i Sverige. Inga underarter finns listade i Catalogue of Life.